# Jasin Rezaji
Jasin Rezaji (pers. یاسین رضایی ;ur. 2002) – irański zapaśnik walczący w stylu wolnym. Brązowy medalista mistrzostw Azji w 2023 roku.